# Uppsala läns mellersta domsagas valkrets
Uppsala läns mellersta domsagas valkrets var vid riksdagsvalen till andra kammaren 1866–1908 en egen valkrets med ett mandat. Valkretsen avskaffades vid övergången till proportionellt valsystem 1911, då den uppgick i Uppsala läns valkrets.

## Riksdagsmän
- Anders Lindewall (1867–1872)
- Edvard Casparsson, c (1873–1881)
- Jan Eliasson, lmp 1882–1887, nya lmp 1888–1894, lmp 1895–1899 (1882–1899)
- Oscar Lindewall, lmp (1900–1902)
- Carl Höök, lmp (1903–1905)
- Alfred Berg, nfr (1906–1911)

## Valresultat
Valdatum:
| - 20 april 1887 - 19 september 1887 - 27 september 1890 - 16 september 1893 - 16 september 1896 |  | - 23 augusti 1899 - 20 september 1902 - 17 september 1905 - 6 september 1908 |

| Val    | Vald riksdagsman | Vald riksdagsman     | Röster | Röster | Närmaste kandidat | Närmaste kandidat            | Röster | Röster | Giltiga röster | VDT    |
| Val    | Vald riksdagsman | Vald riksdagsman     | Antal  | Andel  | Närmaste kandidat | Närmaste kandidat            | Antal  | Andel  | Giltiga röster | VDT    |
| ------ | ---------------- | -------------------- | ------ | ------ | ----------------- | ---------------------------- | ------ | ------ | -------------- | ------ |
| 1872   |                  | Edvard Casparsson    | 20     | 48,8%  | ?                 | ?                            | 18     | 43,9%  | 41 av 42       | 13,9%* |
| 1875   |                  | Edvard Casparsson    | 26     | 65,0%  | ?                 | ?                            | 14     | 35,0%  | 40 av 44       | 14,3%* |
| 1878   |                  | Edvard Casparsson    | 25     | 55,6%  | ?                 | ?                            | 19     | 42,2%  | 45 av 45       | 14,5%* |
| 1881   |                  | Jan Eliasson         | 30     | 68,2%  | ?                 | ?                            | 14     | 31,8%  | 44 av 46       | 19,9%* |
| 1884   |                  | Jan Eliasson         | 30     | 69,8%  | ?                 | ?                            | 10     | 23,3%  | 43 av 45       | 19,9%* |
| 1887 V |                  | Jan Eliasson (prot.) | 42     | 97,7%  |                   | Fredrik Åkerman (prot.)      | 1      | 2,3%   | 43 av 45       | 32,3%* |
| 1887 H |                  | Jan Eliasson         | 41     | 97,6%  |                   | Fredrik Åkerman (prot.)      | 1      | 2,4%   | 42 av 46       | 21,6%* |
| 1890   |                  | Jan Eliasson         | 42     | 95,5%  |                   | Fredrik Åkerman (prot.)      | 1      | 2,2%   | 44 av 45       | 19,1%* |
| 1893   |                  | Jan Eliasson         | 40     | 97,6%  | ?                 | ?                            | 1      | 2,4%   | 41 av 41       | 19,2%* |
| 1896   |                  | Jan Eliasson (prot.) | 40     | 95,2%  |                   | Fredrik Ridderbjelke (prot.) | 2      | 4,8%   | 42 av 42       | 20,3%* |
| 1899   |                  | Oscar Lindewall      | 30     | 76,9%  |                   | Claes Johansson (moderat)    | 8      | 20,5%  | 39 av 39       | 19,3%* |
| 1902   |                  | Carl Höök            | 23     | 59,0%  |                   | Alfred Berg (höger)          | 15     | 38,5%  | 39 av 39       | 20,4%* |
| 1905   |                  | Alfred Berg          | 486    | 63,2%  |                   | Karl Henrik Modén (höger)    | 283    | 36,8%  | 769            | 53,4%  |
| 1908   |                  | Alfred Berg          | 302    | 99,7%  | ?                 | ?                            | 1      | 0,3%   | 303            | 20,4%  |

- (*) avser att valdeltagandet var vid val av elektorer.
- Då elektorsval tillämpades avser de totala antalet elektorer under "giltiga röster" även elektorer som inte röstade.